# De agri cultura

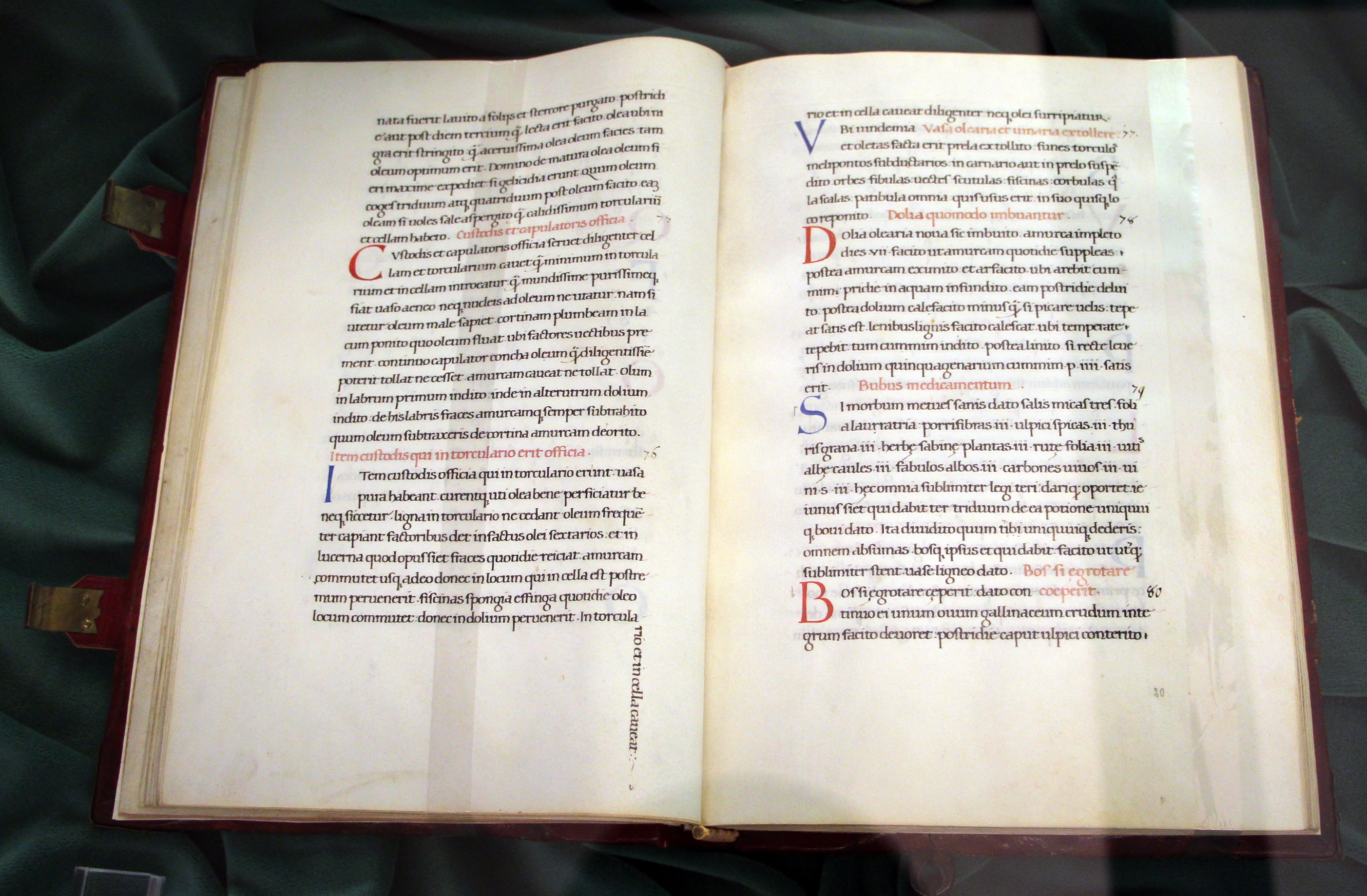
De agri cultura (séc. XV, Biblioteca Medicea Laurenziana, plúteo 51.2)

De agri cultura (pronúncia em latim: [deː ˈaɡriː kʊlˈtuːraː]; em latim: dē agrī cultūrā), também conhecido como Sobre Agricultura, é um tratado sobre agricultura romana por Catão, o Velho. É a mais antiga obra sobrevivente da prosa latina. Alexander Hugh McDonald, em seu artigo para o Oxford Classical Dictionary, datou a composição deste ensaio em cerca de 160 a.C. e notou que "por toda a sua falta de forma, seus detalhes de velhos costumes e superstições, e seu tom arcaico, era um atualizado "tratado" construído de seus próprios conhecimentos e experiências para a nova agricultura capitalista". Catão foi reverenciado por muitos autores posteriores por suas atitudes práticas, seu estoicismo natural e sua prosa firme e lúcida. Ele é muito citado por Plínio, o Velho, por exemplo, em sua Naturalis Historia.

## Estilo
A obra de Catão é muitas vezes caracterizada como um "caderno do agricultor" escrito de "moda aleatória"; é difícil pensar nisso como literatura. O livro parece não ser mais do que um manual de manejo destinado para amigos e vizinhos. Seu estilo direto, entretanto, foi notado por outros autores antigos como Aulo Gélio como "contundente e vigoroso", em um contexto de extrema simplicidade. Talvez a principal conquista de De agri cultura seja a representação da vida rural durante a República Romana.

## Defesa da agricultura
A introdução de Catão compara a agricultura com outras atividades comuns da época, especificamente o comércio e a usura. Ele critica ambos, o primeiro com base nos perigos e incertezas que carrega, o segundo porque, de acordo com as Doze Tábuas, o usurário é julgado pior criminoso do que ladrão. Catão faz um forte contraste com a agricultura, que ele elogia como fonte de bons cidadãos e soldados, tanto de riqueza quanto de altos valores morais.
De agri cultura contém muitas informações sobre a criação e cuidado dos vinhedos, incluindo informações sobre os escravos que ajudaram a mantê-los. Depois que vários proprietários de terras em Roma leram a prosa de Catão durante esse período, Roma começou a produzir vinho em grande escala. Muitos dos novos vinhedos tinham sessenta acres e, devido ao seu grande tamanho, ainda mais escravos eram necessários para manter a produção de vinho funcionando sem problemas.

## Receitas de cultivo
Uma seção consiste de receitas para produtos de cultivo. Estes incluem:
- uma imitação do vinho de Coan (em qual a água do mar foi adicionada ao mosto);
- a primeira receita registrada para o vinum Graecum, imitando o estilo do vinho grego de sabor forte que costumava ser importado para a Itália romana.
- receitas para bolos de savillum, libum e placenta similares ao cheesecake.[11]

## Rituais
Há uma pequena seção de rituais religiosos, tais como a Suovetaurília, a serem realizados pelos agricultores. A linguagem destes é claramente tradicional, um pouco mais arcaica do que a do restante do texto, e foi estudada por Calvert Watkins.

## Manuscritos
Todos os manuscritos do tratado de Catão também incluem uma cópia do ensaio de Varrão com o mesmo nome. J.G. Schneider e Heinrich Keil mostraram que os manuscritos existentes descendem direta ou indiretamente de um manuscrito há muito perdido chamado Marciano, que já esteve na Biblioteca Marciana em Veneza e descrito por Petrus Victorinus como liber antiquissimus et fidelissimus ("um livro mais antigo e fiel"). O manuscrito mais antigo existente é o Codex Parisinus 6842, escrito na Itália em algum momento antes do final do século XII. A editio princeps foi impressa em Veneza em 1472; a comparação de Angelo Poliziano do Marciano contra sua cópia desta primeira impressão é considerada uma testemunha importante para o texto.

## Edições
- Brehaut, Ernest (1933). Cato, the Censor, on Farming. New York: Columbia University Press
- Hooper, William Davis; Ash, Harrison Boyd (1934). Cato and Varro on Agriculture. [S.l.]: Harvard University Press: Loeb Classical Library. ISBN 9780674993136
- Goujard, R. (1975). Caton: De l'agriculture. Paris: Collection Budé, Les Belles Lettres. ISBN 9782251010212
- Dalby, Andrew (1998), Cato: On Farming, ISBN 0-907325-80-7, Totnes: Prospect Books